# Lurago Marinone
Lurago Marinone là một đô thị ở tỉnh Como trong vùng Lombardia, có cự ly khoảng 30 kilômét (19 mi) về phía tây bắc của Milano và khoảng 15 kilômét (9 mi) về phía tây nam của Como. Tại thời điểm ngày 31 tháng 12 năm 2004, đô thị này có dân số 2.154 người và diện tích là 3,8 km².
Lurago Marinone giáp các đô thị: Appiano Gentile, Carbonate, Fenegrò, Limido Comasco, Mozzate, Veniano.